# Jack Klugman
Jack Klugman (Filadelfia, Pensilvania, 27 de abril de 1922-Northridge, California, 24 de diciembre de 2012) fue un actor estadounidense.

## Carrera
Nacido en Filadelfia, EE.UU.. Comenzó su carrera de actor después de servir en el ejército de Estados Unidos durante la Segunda Guerra Mundial. Asistió a la Universidad Carnegie Mellon donde se graduó en 1948. 
Klugman protagonizó varias películas clásicas como 12 Angry Men (1957), Days of Wine and Roses (1962) y Goodbye, Columbus de (1969). También es conocido por sus papeles en comedias, para el cine el teatro y la televisión.

## Televisión
Klugman es conocido por su papel del compañero de apartamento de Tony Randall, Oscar Madison, en la comedia escrita por Neil Simon The Odd Couple, que se emitió en la televisión estadounidense durante la década de 1970, y por su papel protagonista en Quincy, M.E., 1976–1983. Como actor invitado pasó por Alfred Hitchcock Presenta, Gunsmoke, The Untouchables, Twilight Zone, The Fugitive, The Love Boat y muchas más, también protagonizó las series Harris Against the World (1964–65), You Again? (1986–87).
En 1993 protagonizó junto a Tony Randall la película The Odd Couple: Together Again, donde interpreta nuevamente el papel de Oscar Madison.

## Filmografía
- 1952 : Grubstake
- 1956 : Time Table
- 1957 : 12 Angry Men
- 1958 : Cry Terror!
- 1963 : I Could Go on Singing
- 1963 : The Yellow Canary
- 1963 : Act One
- 1964 : Harris Against the World - teleserie
- 1965 : Hail, Mafia
- 1968 : The Detective
- 1968 : The Split
- 1969 : Goodbye, Columbus
- 1970 : The Odd Couple - teleserie
- 1971 : Who Says I Can't Ride a Rainbow!
- 1974 : The Underground Man - telefilme
- 1976 : One of My Wives Is Missing - telefilme
- 1976 : Two-Minute Warning
- 1976 : Quincy M.E. - teleserie
- 1983 : Parade of Stars - telefilme
- 1986 : You Again? - teleserie
- 1993 : The Odd Couple: Together Again
- 1996 : Dear God
- 1997 : The Twilight of the Golds
- 2005 : When Do We Eat?